# یونجه صغیر
یونجه صغیر (نام علمی: Medicago minima) نام یک گونه از سرده یونجه است.